# Сполучене Королівство та євро
Сполучене Королівство не намагалося прийняти євро як свою офіційну валюту протягом усього часу членства в Європейському Союзі (ЄС) і забезпечило собі право на неучасть у створені єврозони через Маастрихтську угоду в 1992 році, згідно з якою Банк Англії був лише членом Європейської системи центральних банків.
Опитування громадської думки Сполученого Королівства показали, що більшість британців були проти прийняття євро; а на референдумі у червні 2016 року Сполучене Королівство проголосувало за вихід із ЄС, що значно зменшило будь-які шанси на майбутнє прийняття. 31 січня 2020 року Сполучене Королівство вийшло з ЄС.
Незважаючи на те, що Сполучене Королівство так і ніколи не було членом єврозони, євро використовується в Акротірі та Декелії та як вторинна валюта в Гібралтарі. Крім того, під час свого членства в ЄС Лондон був домом для більшості розрахункових палат євро.

## Історія

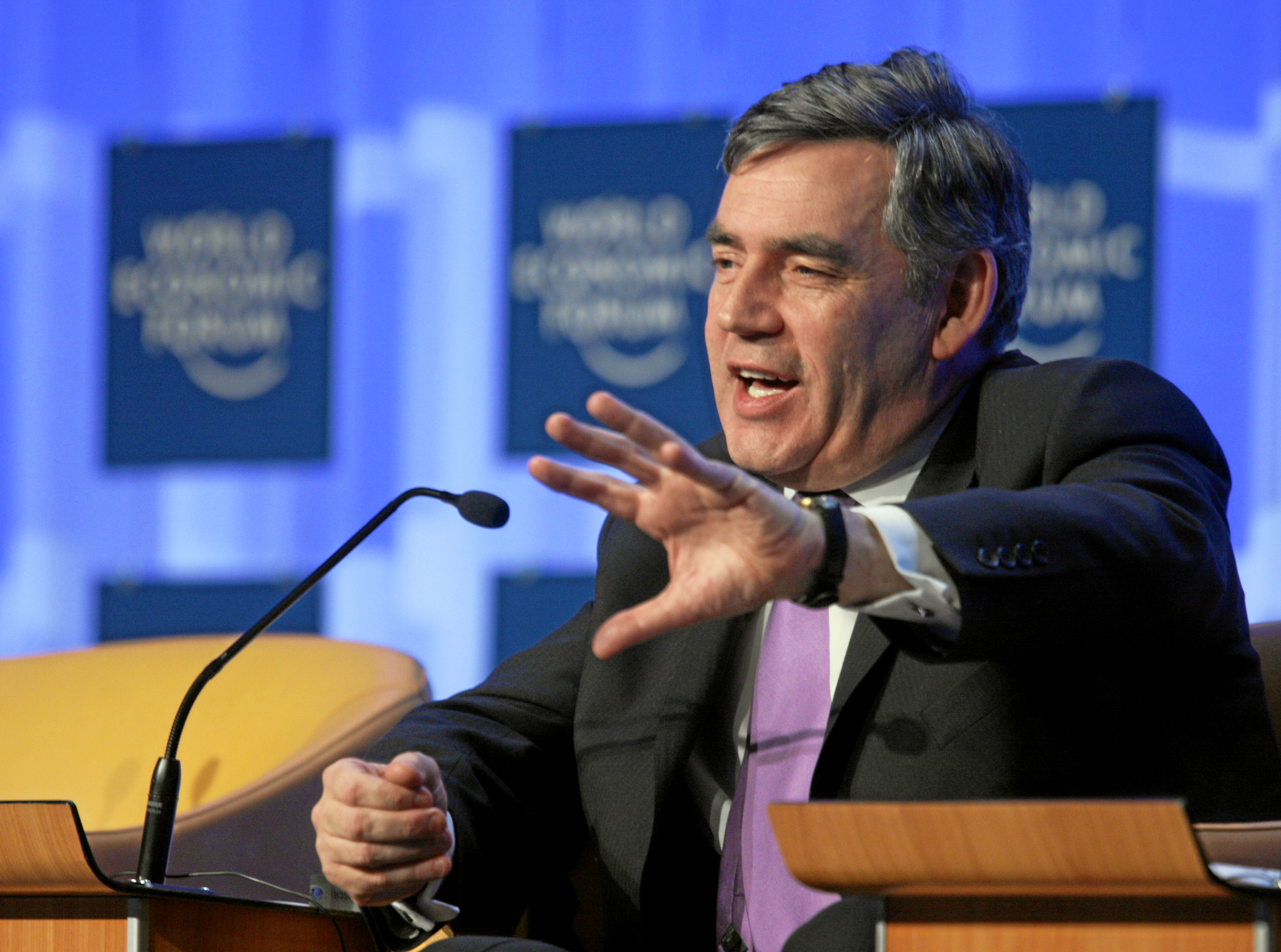
Гордон Браун виклав «п’ять економічних тестів», які необхідно пройти, перш ніж Сполучене Королівство прийме євро

У жовтні 1990 року Сполучене Королівство приєдналося до Європейського механізму валютних курсів (ERM), що є необхідною умовою для прийняття євро. Сполучене Королівство витратило понад 6 мільярдів фунтів стерлінгів, намагаючись утримати свою валюту, фунт стерлінгів, у вузьких межах, встановлених ERM, але була змушена вийти з програми протягом двох років після того, як фунт стерлінгів зазнав сильного тиску з боку валютних спекулянтів. Подальшу катастрофу 16 вересня 1992 року згодом назвали «чорною середою». Під час переговорів щодо Маастрихтської угоди 1992 року Сполучене Королівство отримало право на відмову від прийняття євро.
Уряд колишнього прем'єр-міністра Тоні Блера заявив, що "п'ять економічних тестів" повинні бути пройдені, перш ніж уряд зможе рекомендувати Сполученому Королівству приєднатися до євро, і пообіцяв провести референдум щодо членства в єврозоні, якщо ці п'ять економічних тестів будуть виконані. Королівська Скарбниця вперше оцінила п’ять економічних тестів у жовтні 1997 року, коли було вирішено, що економіка Сполученого Королівства не є достатньою мірою зближеною з економікою решти ЄС, не має достатньої гнучкісти, щоб виправдати рекомендацію щодо членства на той момент. Ще одна оцінка була опублікована 9 червня 2003 року Гордоном Брауном, коли він був канцлером казначейства. Незважаючи на збереження позитивного погляду уряду на євро, у звіті виступає проти членства, оскільки чотири з п’яти тестів не були пройдені. Однак у документі 2003 року також відзначено значний прогрес Сполученого Королівства щодо виконання п’яти тестів з 1997 року та бажаність прийняття політичних рішень щодо адаптації економіки Сполученого Королівства для кращої відповідності тестам у майбутньому. У ній згадуються значні довгострокові переваги, які можна отримати від можливого, обережно проведеного членства в Економічному та валютному союзі (ЄВС).
Сполучене Королівство також мало б відповідати критеріям економічної конвергенції ЄС (маастрихтським критеріям), перш ніж отримати дозвіл на прийняття євро; що на той час річний державний дефіцит Сполученого Королівства до валового внутрішнього продукту (ВВП) перевищував визначений поріг. Перед приєднанням до єврозони уряд зобов’язався застосувати процедуру потрійного схвалення, яка передбачає схвалення Кабінетом Міністрів, Парламентом і виборцями на референдумі.
Браун, наступник Блера, виключив членство в єврозоні в 2007 році, заявивши, що рішення не вступати було правильним для Британії та Європи. У грудні 2008 року Жозе Баррозу, президент Європейської комісії, сказав французькому радіо, що деякі британські політики розглядають такий крок через наслідки світової фінансової кризи. Браун заперечив будь-які зміни в офіційній політиці. У лютому 2009 року комісар із питань монетарної політики Хоакін Альмунія сказав, що «шанс того, що британський фунт стерлінгів приєднається: високий».
Сполучене Королівство випустило новий дизайн монет у 2008 році після найбільшого редизайну національної валюти Королівським монетним двором після децималізації в 1971 році. Німецький інформаційний журнал Der Spiegel розцінив це як ознаку того, що країна не має наміру переходити на євро в осяжному майбутньому.
На загальних виборах Сполученого Королівства 2010 року ліберал-демократи збільшили свою частку голосів, але втратили місця. Одна з їхніх цілей полягала в тому, щоб Сполучене Королівство знову приєдналося до ERM II і зрештою приєдналося до євро, але коли була сформована коаліція між ліберал-демократами та консерваторами, ліберал-демократи погодилися, що Сполучене Королівство не приєднається до євро протягом цього терміну. уряду.

### Вихід з Європейського Союзу
Після обрання уряду консервативної більшості на наступних виборах був проведений референдум щодо членства в ЄС, результат якого був на користь виходу з ЄС. Оскільки Сполучене Королівство вийшло з ЄС, прийняття євро стало неможливим. Навіть якщо зміниться уряд чи громадська думка, позиція ЄС полягає в тому, що треті країни можуть прийняти євро лише вступивши до ЄС. Вихід також негативно вплинув на позицію Лондона як центру клірингу євро.

## Використання

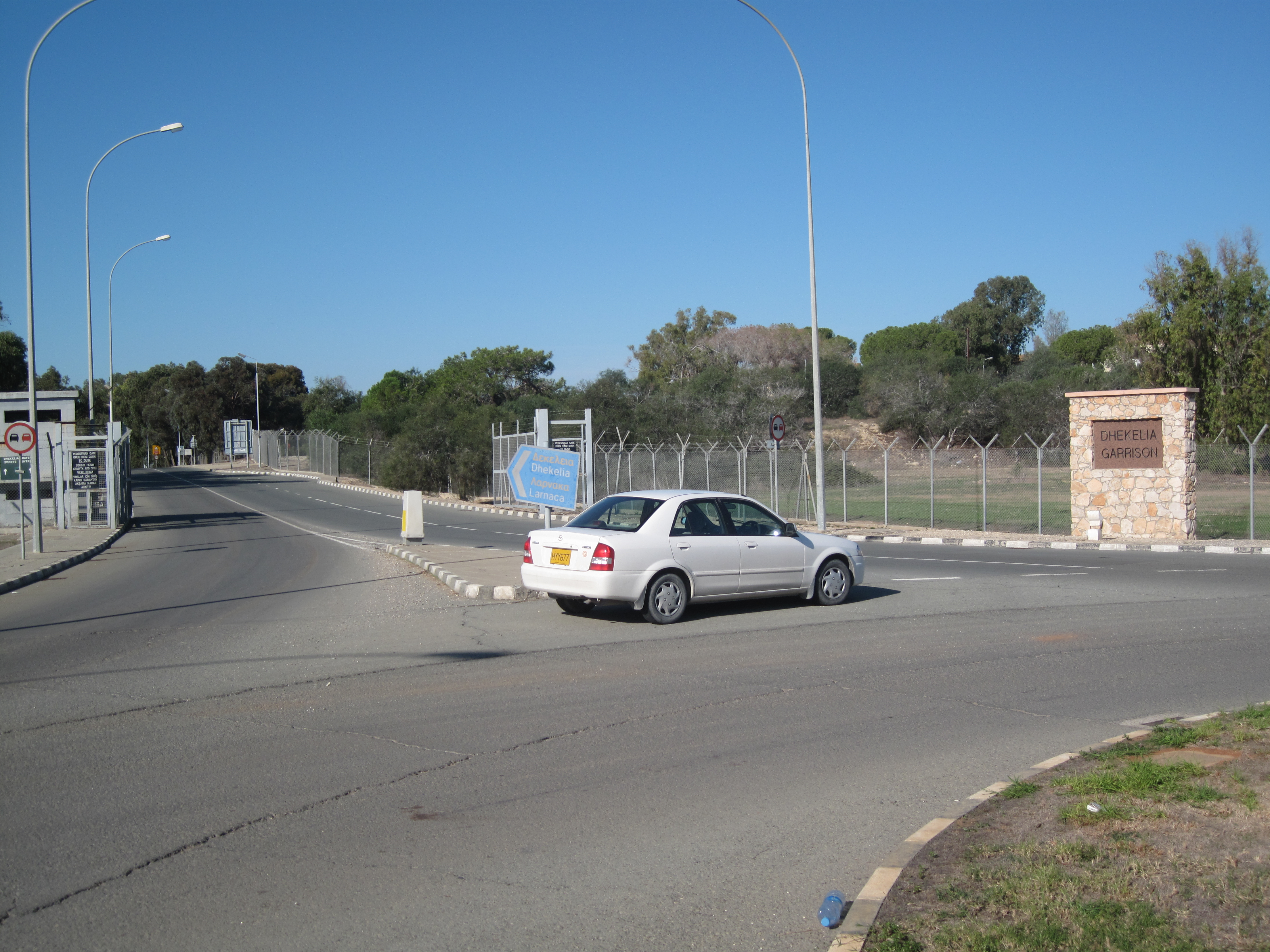
Кіпрські бази Сполученого Королівства є єдиною частиною держави, яка офіційно використовує євро

### Акротірі та Декелія
Суверенні бази Акротірі та Декелія на острові Кіпр ввели євро одночасно з Республікою Кіпр, 1 січня 2008 року. Раніше вони використовували кіпрський фунт. Після здобуття Кіпром незалежності угоди передбачають, що британські території на Кіпрі матимуть ту саму валюту, що й Республіка Кіпр. Це єдині місця під контролем Сполученого Королівства, де євро є законним платіжним засобом. Вони не випускають окремі монети євро. Після голосування Британії за вихід із ЄС у червні 2016 року Іоанніс Касулідіс, міністр закордонних справ Кіпру, оголосив, що Кіпр хоче, щоб громадяни ЄС залишалися привілеями для цих територій, якщо Сполучене Королівство перестане бути членом.

### Гібралтар
Грошовою одиницею Гібралтару є гібралтарський фунт, емітований урядом Її Величності Гібралтару. Неофіційно більшість роздрібних торгових точок Гібралтару також приймають євро, хоча деякі таксофони та Королівська пошта Гібралтару, а також усі інші державні установи, не приймають євро.

### Кліринґ
У Лондоні зосереджено три чверті всіх кліринґових операцій у євро вартістю 927 мільярдів євро (цифра 2017 року). Другим за величиною хабом є Париж, який оперує 11% клірингу. У світлі виходу Сполученого Королівства з ЄС, ЄС розглядало питання про те, чи слід змусити ці операції перенести з Лондона до ЄС, щоб діяльність могла регулюватися Європейським центральним банком.

## Курс обміну валют
У червні 2003 року Браун заявив, що найкращий обмінний курс для Сполученого Королівства для приєднання до євро буде близько 73 пенсів за євро. 26 травня 2003 року євро досяг 72,1 пенса, значення не перевищувалося до 21 грудня 2007 року. Протягом останніх місяців 2008 року фунт різко впав у ціні по відношенню до євро. Євро піднявся вище 80 пенсів і досяг піку в 97,855 пенсів 29 грудня 2008 року. Це можна порівняти з його вартістю в період з березня по жовтень 2008 року, коли вартість євро становила близько 78 пенсів, і його вартістю близько 70 пенсів з квітня 2003 року по серпень 2007 року. У зв’язку з впливом світової фінансової кризи 2008 року на британську економіку, включаючи банкротство банків і падіння вартості нерухомості Сполученого Королівства, деякі британські аналітики заявили, що прийняття євро є набагато кращим, ніж будь-які інші можливі рішення економічних проблем Сполученого Королівства. Була дискусія в ЗМІ щодо можливості прийняття євро. 29 грудня 2008 року BBC повідомило, що євро досяг приблизно 97,7 пенса через погіршення економічних прогнозів. У цьому звіті зазначено, що багато аналітиків вважають паритет з євро лише питанням часу.
У той час деякі магазини в Північній Ірландії приймали євро на паритеті, що спричинило великий наплив покупців з-за кордону з Ірландії. Це зробило деякі магазини найуспішнішими у своїй компанії протягом кількох тижнів. Алекс Салмонд, тодішній перший міністр Шотландії, закликав більше шотландських компаній прийняти євро, щоб заохотити туризм з єврозони, зазначивши, що це вже зробили такі організації, як Historic Scotland.
Протягом 2009 року вартість євро по відношенню до фунта коливалася від 96,1 пенса 2 січня до 84,255 пенса 22 червня. У 2010 році вартість євро по відношенню до фунта коливалася від 91,140 пенсів 10 березня до 81,040 пенсів 29 червня. 31 грудня 2010 євро закрився на рівні 86,075 пенсів. У звіті британської Daily Telegraph стверджується, що високий курс євро спричинив проблеми в єврозоні за межами Німеччини.
Протягом 2013, 2014 та 2015 років спостерігалося досить стійке зниження курсу євро з 85 пенсів до 70 пенсів. Протягом 2016 року курс фунта стерлінгів знизився по відношенню до кількох валют, що означає зростання євро, особливо 24 червня 2016 року (через референдум в ЄС), коли курс євро зріс з 76 пенсів до 82 пенсів і далі в наступні дні.

## Міркування щодо членства
Хоча Сполучене Королівство залишалося членом ЄС, його членство в єврозоні було можливим лише в тому випадку, якщо воно вирішило відмовитися від права на неучасть. Протягом багатьох років міркування щодо впливу членства були дуже важливими.

### Економіка
Деякі вважали, що позбавлення Сполучене Королівство можливості встановлювати власні процентні ставки матиме згубний вплив на її економіку. Одним із аргументів було те, що гнучкість валюти є життєво важливим інструментом і що різка девальвація фунта стерлінгів у 2008 році була саме тим, що потрібно Британії для відновлення балансу в економіці. Інше заперечення полягає в тому, що уряди багатьох країн континентальної Європи мають великі незабезпечені пенсійні зобов’язання. Противники побоювалися, що якщо Британія прийме євро, ці зобов’язання можуть стати борговим тягарем для британських платників податків, хоча інші відкинули цей аргумент як фальшивий. Однією з основних проблем, які стоять на шляху до валютного союзу, є структурна різниця між ринком житла Сполученого Королівства та багатьох країн континентальної Європи.
Вступ Сполученого Королівства до єврозони, ймовірно, призвів б до збільшення торгівлі з іншими членами єврозони. Це також могло вплинути на стабілізацію цін на фондовому ринку Сполученого Королівства. Моделювання входження в 1999 році показало, що це мало б загальний позитивний, хоча й невеликий, довгостроковий вплив на ВВП Сполученого Королівства, якби входження було зроблено за обмінним курсом фунта до євро на той час. З нижчим курсом обміну вступ мав би більш очевидний позитивний вплив на ВВП Сполученого Королівства. У дослідженні 2009 року про вплив вступу на ринок у найближчі роки стверджувалося, що ефект, ймовірно, буде позитивним, покращуючи стабільність економіки Сполученого Королівства.
Цікаву паралель можна побачити в дискусіях XIX століття щодо можливості приєднання Сполученого Королівства Великої Британії та Ірландії до латинського валютного союзу.

### Громадська думка
Формулювання запитання могло бути різним, але цифри показали, що більшість британців постійно були проти прийняття євро.
| Дата              | ТАК | НІ  | Не впевненІ | Кількість учасників | Аґенгія    | Посилання |
| ----------------- | --- | --- | ----------- | ------------------- | ---------- | --------- |
| Листопад 2000     | 18% | 71% | Невідомо    | N/A                 | BBC        | [ 39 ]    |
| Січень 2002       | 31% | 56% | Невідомо    | N/A                 | BBC        | [ 39 ]    |
| 9–10 червня 2003  | 33% | 61% | 7%          | 1852                | YouGov     | [ 40 ]    |
| 10–15 лютого 2005 | 26% | 57% | 16%         | 2103                | Ipsos MORI | [ 41 ]    |
| 11–12 грудня 2008 | 24% | 59% | 17%         | 2098                | YouGov     | [ 42 ]    |
| 19–21 грудня 2008 | 23% | 71% | 6%          | 1000                | ICM        | [ 39 ]    |
| 6–9 січня 2009    | 24% | 64% | 12%         | 2157                | YouGov     | [ 43 ]    |
| 17–18 квітня 2010 | 21% | 65% | 14%         | 1433                | YouGov     | [ 44 ]    |
| 2–4 липня 2011    | 8%  | 81% | 11%         | 2002                | Ангус Рейд | [ 45 ]    |
| 9–12 серпня 2011  | 9%  | 85% | 6%          | 2700                | YouGov     | [ 46 ]    |
| 10 серпня 2012    | 6%  | 81% | 13%         | 2004                | Ангус Рейд | [ 47 ]    |
| 4-20 лютого 2020  | 11% | 64% | 18%         | 1578                | YouGov     | [ 48 ]    |

### Стерлінгова зона
Якби Сполучене Королівство приєдналося до єврозони, це також вплинуло б на залежні від Корони території та деякі британські заморські території, які також використовують фунт стерлінгів або мають валюту на рівні зі стерлінгами. У залежних від Корони островах Мен, Джерсі, Гернсі та Олдерні всі фунти мають код GBP за стандартом ISO 4217. На Британських заморських територіях, Гібралтарі, Фолклендських островах, Британських територіях в Індійському океані та на острові Святої Єлени фунти також фіксовані таким чином, що 1 фунт стерлінгів у місцевій валюті дорівнює 1 фунту стерлінгів. Британська антарктична територія та Південна Джорджія та Південні Сандвічеві острови не мають власних валют і використовують фунт стерлінгів.
Коли Франція прийняла євро, це зробили і французькі заморські департаменти та території, які використовували французький франк. Французький тихоокеанський франк, франк КФА та коморський франк, які використовуються на заморських територіях і в деяких африканських країнах, мали фіксовані обмінні курси з французьким франком, але не за номіналом – з різних історичних причин вони коштували значно менше, 1 Французький франк = 18,2 франка КФП, 75 коморських франків або 100 франків КФА. Франк КФА та коморський франк прив'язані до євро за фіксованим курсом із вільною конвертованістю, що підтримується за рахунок Казначейства Франції. Франк КФА прив’язаний до євро за фіксованим курсом.
Було запропоновано, що території стерлінгової зони матимуть чотири варіанти, якщо Сполучене Королівство перейде на євро:
- Увійти до єврозони як не член ЄС і випустити окремий національний варіант євро, як це зробили Монако та Ватикан. На сьогоднішній день ЄС дозволив лише суверенним державам прийняти такий підхід. Крім того, вона вимагала укладення грошових угод між членами ЄС, які бажають випустити власні монети євро, і заборонила Андоррі випускати власні монети до підписання угоди. Такі угоди, як заявив ЄС, повинні включати дотримання банківського та фінансового регулювання ЄС.
- Використання стандартних монет євро, випущених Сполученим Королівством та іншими країнами єврозони. Дехто міг сприйняти це як втрату важливого символу незалежности.
- Збережіть існуючу валюту, але прив’яжіть її до євро за фіксованим курсом. Підтримання фіксованого курсу проти валютних спекулянтів може бути надзвичайно дорогим, як виявилося у Сполученому Королівстві в Чорну середу.
- Прийняти вільно плаваючу валюту або валюту, прив’язану до іншої валюти, як натякнув уряд Джерсі.

Гібралтар був у іншому становищі, будучи в ЄС як частина Сполученого Королівства. Якби Сполучене Королівство прийняло євро, можливо, було б неможливо реалізувати відмову для Гібралтару, або він мав би окремий референдум.

#### Острів Мен
Позиція уряду Менсу полягає в тому, що якщо Сполучене Королівство вирішило взяти участь у євро, то, швидше за все, острів Мен (який має власну валюту, менський фунт) також вирішив би взяти участь. Тінвальд прийняв Закон про валюту 1992 року  в рамках підготовки до того, що Сполучене Королівство вирішило прийняти євро. За такого сценарію острів Мен хотів зберегти за собою право випускати власну валюту, вважаючи це важливою публічною заявою про незалежність. Збереження власної монети острова також дозволяє Казначейству острова Мен продовжувати отримувати вигоду від нарахування відсотків на випущені гроші (сеньйораж). Закон про валюту дозволяє випуск валюти Менкс євро на паритеті з євро, який називається "замінним євро", який має напис острова Мен на лицьовій стороні монет. Ця пропозиція по суті мала б замінити «замінний стерлінг» на «замінний євро», оскільки вони функціонували б таким же чином. Розроблено манські версії євромонет і банкнот євро. Хоча Європейський Союз не зобов’язаний погоджуватися з бажанням Менкс запровадити спеціальну версію євро на Менсі, острів Мен міг би запровадити валюту, прив’язану до євро (подібно до ситуації, що склалася зараз щодо фунта стерлінгів, або співвідношення між євро та болгарським левом). Немає прецедентів для різних національних версій, окрім налаштування національної сторони монет євро так само, як інші члени єврозони.

### Банкноти
Деякі приватні банки Шотландії та Північної Ірландії випускають банкноти власного зразка. Банківський закон 2008 року змінив права банків Шотландії та Північної Ірландії випускати банкноти. Це не стосується Уельсу, де використовуються банкноти Банку Англії.
У листопаді 1999 року, готуючись до введення банкнот і монет євро в єврозоні, Європейський центральний банк оголосив про повну заборону на випуск банкнот організаціями, які не є національними центральними банками («Правовий захист банкнот в Європейському Союзі» держав-членів»). Перехід від фунтів стерлінгів до євро припинив би обіг субнаціональних банкнот, оскільки всі банкноти євро певного номіналу мають ідентичний дизайн. Однак, оскільки національна варіація є обов’язковою умовою євромонет, Королівський монетний двір залишався б можливістю включити символи Home Nations у свої проєкти для британських національних сторін монет євро.

### Критерії збіжності
Окрім схвалення на внутрішньому референдумі, Сполучене Королівство повинно було відповідати критеріям конвергенції євро, перш ніж отримати дозвіл на прийняття євро. Згідно з останнім звітом Європейського центрального банку в травні 2018 року, Сполучене Королівство відповідало 1 із 5 критеріїв.